# Länsväg U 752

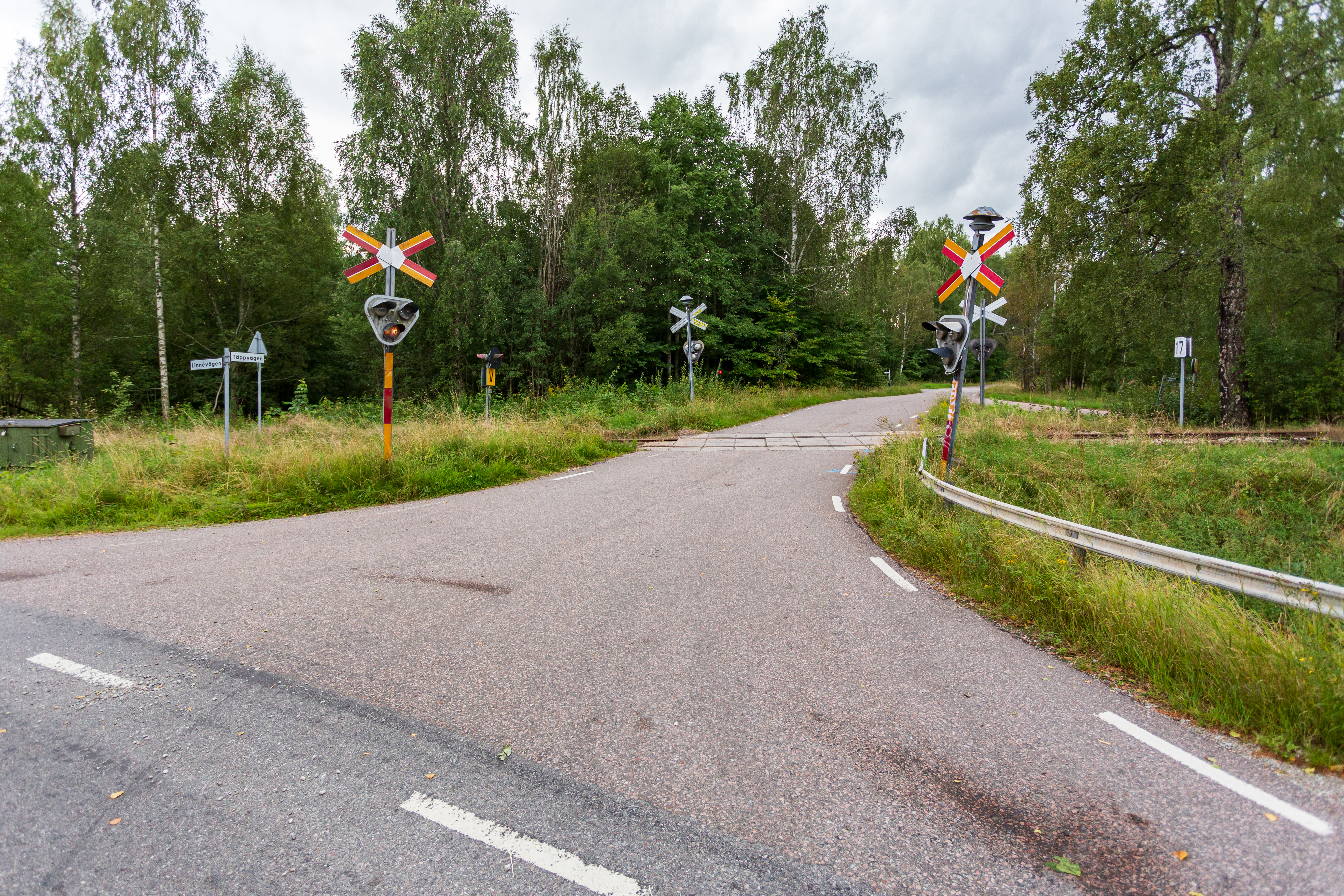
Länsväg U 743 ansluter i Mossgruvan. På bilden även Engelsberg–Norbergs Järnväg

Länsväg U 752 är en övrig länsväg i Norbergs kommun, Västmanlands län. Vägen är 2,1 km lång och går från Spännarhyttan (riksväg 68, länsväg U 754) via Mossgruvan (länsväg U 743) till Kärrgruvan (riksväg 69).